# Gora Pronchishcheva
Gora Pronchishcheva är ett berg i Antarktis. Det ligger i Östantarktis. Australien gör anspråk på området. Toppen på Gora Pronchishcheva är 1 642 meter över havet.
Terrängen runt Gora Pronchishcheva är huvudsakligen lite kuperad. Trakten är obefolkad. Det finns inga samhällen i närheten.